# Клавдия Лотарингска
Клавдия Лотарингска' или Клод Франсоаз Лотарингска (на френски: Claude de Lorraine, Claude Françoise de Lorraine, * 6 октомври 1612, дворец Нанси, † 2 август 1648, Виена) е чрез женитба херцогиня на Лотарингия (1634 – 1648).

## Биография
Тя е втората дъщеря на Анри II Добрия (1608 – 1624), херцог на Лотарингия и Бар, и Маргарита Гонзага (1591 – 1632), дъщеря на Винченцо I Гонзага, херцог на Мантуа.
Клавдия се омъжва на 17 февруари 1634 г. в Люневил за нейния първи братовчед бивш кардинал и епископ на Тул и по-късния херцог Николаус II Франц от Лотарингия (* 1609; † 1670), против волята на френския крал. Французите поставят херцогската фамилия в двореца им под домашен арест. Николаус и Клавдия успяват да избягат на 1 април 1634 г. във Франш Конте, след това в Италия и през август 1636 г. в Мюнхен. Накрая се остановяват за 18 години във Венеция.
Нейната по-голяма сестра Никол се омъжва през 1657 г. за херцог Карл IV, брат на Николаус II.
Клавдия умира на 35 години след раждане на близначките Мария Анна и Анна Мария.

## Деца
Клавдия и Николаус II Франц имат децата:
- Фердинанд Филип (* 29 декември 1639; † 1 април 1659), suo jure херцог на Бар
- Карл V (* 3 април 1643; † 18 април 1690), титулархерцог на Лотарингия, женен за Елеонора Австрийска
- Анна Елеонора (* 12 май 1645; † 28 февруари 1648)
- Анна Мария Тереза (* 30 юли 1648; † 17 юни 1661), абатеса на Ремиремонт
- Мария Анна (* 30 юли 1648; † ?)